# 3488 Brahic
A 3488 Brahic (ideiglenes jelöléssel 1980 PM) a Naprendszer kisbolygóövében található aszteroida. Edward L. G. Bowell fedezte fel 1980. augusztus 8-án.